# Toa Alta
Toa Alta è una città di Porto Rico situata nell'entroterra settentrionale dell'isola. L'area comunale confina a nord con Dorado e Toa Baja, a est con Bayamón, a sud con Naranjito e a ovest con Corozal e Vega Alta. Il comune, che fu fondato nel 1751, oggi conta una popolazione di oltre 60.000 abitanti ed è suddiviso in 9 circoscrizioni (barrios).
Assieme ai comuni di Bayamón, Caguas, Canóvanas, Carolina, Cataño, Guaynabo, San Juan, Toa Baja e Trujillo Alto forma la grande area metropolitana di Porto Rico che raggiunge i 2.000.000 di persone, circa la metà dell'intera popolazione dell'isola.